# Alțâna
Alțâna (in ungherese Alcina, in tedesco Alzen) è un comune della Romania di 1677 abitanti, ubicato nel distretto di Sibiu, nella regione storica della Transilvania. 
Il comune è formato dall'unione di 3 villaggi: Alțâna, Benești (Bendorf), Ghijasa de Sus (Obergesäss).

## Storia
La prima menzione documentaria della località risale al 1291 quando compare sotto il nome di "Olchona", e fu per anni in conflitto con la vicina Nocrich per ospitare la sede della provincia sassone. Nel 1589 Alțâna ottenne il diritto di organizzare la sua fiera due volte l'anno e tra il 1592 e il 1593 ottenne il diritto lus gladii cioè il diritto di amministrare la giustizia applicando la pena di morte. Dal XVII secolo i documenti storici attestano come capoluogo Nocrich. Nella primavera del 1848 i servi dei villaggi di Ghijasa de Sus, Ighișu Vechi, Bârghiș e Coveș si riunirono a Vecerd, rivoltandosi contro i nobili, uccidendone alcuni e catturando gli altri. I capi della rivolta furono catturati e impiccati nella collina della forca.

## Monumenti e luoghi d'interesse

### Alțâna

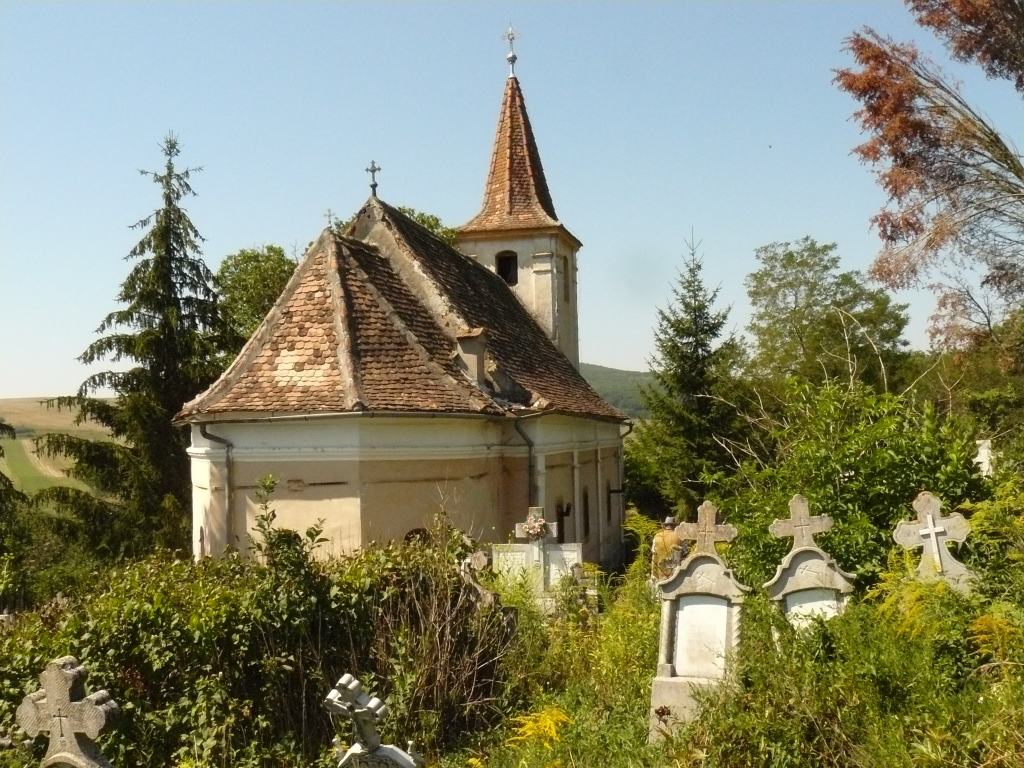
Chiesa di San Nicola a Benesti

Sorge nella valle fiume Hartibaciu sulla provinciale DJ106. Il principale monumento della città è la chiesa fortificata, costruito in stile romanico nel XIII secolo, prima della Riforma, come chiesa cattolica; venne trasformata in Tempio evangelico nel 1408 e restaurata verso la metà del XVI secolo. La chiesa è cinta da una doppia cerchia muraria, forse del XV secolo che segue l'andamento ovale della cima della collina su cui sorge. La torre est, a tre livelli, è stata trasformata in torre porta, con ingresso a volta e saracinesca. C'erano altre torri a ovest, sud e nord, quest'ultima crollata nel 1914.
L'alta torre campanaria fu innalzata nel 1856 dopo l'abbattimento della precedente torre tre anni prima. All'interno della chiesa si conserva una lapide marmorea posta sul pilastro sud dell'arco trionfale del 1575: Eufrosina e Giacobbe il Paleologo, discendenti della casa imperiale del Paleologo bizantino, posero in memoria della figlia Despina, morta ad Altana e deposta sotto al coro. L'organo risale al 1780. Il piccolo fonte battesimale del 1404 fu trafugato. Si conservano anche chiese di altre confessioni come la chiesa ortodossa di San Giovanni Battista del 1923, la chiesa greco-cattolica della Santissima Trinità (1933) ed il Museo delle tradizioni della valle di Hartibaciu. Il 4 novembre 2020 è crollato il soffitto della chiesa evangelica danneggiando la navata centrale, nell'area della navata centrale.

### Benesti
Sorge ad est del capoluogo. In origine era un libero villaggio sassone ricordato su documenti del 1391. Conserva la chiesa Ortodossa di San Nicola risalente ai primi anni del XIX secolo e rimaneggiata nel 1907.

### Ghijasa de Sus
ll piccolo villaggio si trova a nord-ovest del capoluogo; fu conteso nei secoli XIV e XV dalle contee sassoni della zona. Vi sorge la chiesa ortodossa di San Giovanni Battista edificata verso il 1890.